# Fjodor 2. af Rusland
Fjodor 2. af Rusland (russisk: Фёдор II Борисович, tr. Fjodor II Borisovitj; født 1589 i Moskva, død 1605 i Moskva) var zar af Rusland i 1605.